# Forces Armades del Líban
Les Forces Armades del Líban (àrab: القوات المسلحة اللبنانية, al-Quwwāt al-Musallaḥa al-Lubnāniyya) són l'exèrcit del Líban, format per les forces armades permanents (la força aèria, la marina i l'exèrcit de terra) i per la reserva militar (de 17 a 30 anys). El President del Líban n'és el comandant suprem, tot i que el ministre de defensa, Jean Kahwaji, respon com a autoritat.

## Funcions Bàsiques
La favorable localització geogràfica del Líban, evitar els conflictes tribals i religiosos. L'Estat té una llarga política de no bel·ligerància en conflictes armats que va incloure la neutralitat durant la Guerra dels Sis Dies. Per aquestes raons, la capacitat militar de la república és relativament modesta. No obstant això, el país té una llarga història de participació en operacions per mantenir la pau dins de l'Organització de Nacions Unides. Les funcions de les Forces de Defensa inclouen:
- Preparació de la defensa de l'Estat contra un atac armat.
- Assistir per força policial, incloent la protecció de la seguretat interna de l'Estat.
- Mantenir la pau, maneig de crisi i operacions d'ajuda humanitària en suport a l'Organització de Nacions Unides.
- Custòdia de la indústria pesquera, d'acord amb les obligacions estatals.
- Altres funcions com el transport segur de ministres, cerca i rescat, assistència en desastres naturals, assegurar el manteniment dels serveis essencials, entre d'altres.

## Història
Les Forces de Defensa tracen els seus orígens en el moviment independentista de 1943. Però no va ser fins a 1987, on després d'anys que Síria i Israel, mitjançant tractats internacionals desactivessin el seu exèrcit, armada, infanteria i força aèria en 1975. Es funden en 1987 pel Ministeri de Defensa Libanès, on solament es permet l'ús d'armament lleuger en cas de la policia, l'exèrcit amb arsenal limitat quant a vehicles, però amb 290 tanquetes i 20 tancs disponibles i donats pel IDF. La Força Aèria solament amb 26 avions: 23 Pilatus PC-7 comprats a l'empresa suïssa Pilatus Aircraft, 2 Northrop F-5 adquirits en 2008 a l'empresa homònima i 7 G.91 donats per la Força Aèria Italiana en 1991.

### Guerra Civil Libanesa
Abans de 1975, la nació mantenia una acceptable força amb elements provinents de diversos grups ètnics, entre ells hi havia: els àrabs, kurds, cristians, drusos, jueus, assiris i armenis. L'Exèrcit libanès, va patir un cert desgast i diverses friccions internes, això va provocar desercions, i es va agreujar la violència ètnica, aquest fet va acabar provocant una manca de disciplina entre les diverses unitats militars que ja no mantenien la seva fidelitat cap el govern ni cap els oficials. Aleshores van aparèixer els senyors de guerra. Això era un fet convenient per la nació de Síria i per l'Estat d'Israel, dos països que van oferir el seu suport als dos bàndols, Síria va ajudar a la milicià Hesbol·là, i l'Estat d'Israel va donar suport a les Falanges Libaneses, unes forces ultradretanes cristianes dirigides per Baixir Gemayel. Amb l'Acord de Taif, el govern va recuperar una mica d'estabilitat, decretant la refundació de les forces armades libaneses.

### Segona Guerra del Líban
Durant el conflicte entre Israel i Hesbol·là, l'exèrcit es va limitar a buidar camins i ajudar els ferits del seu bàndol. Si bé van tenir una confrontació en la frontera amb el Tzahal, en el que es va conèixer com l'Escaramussa de Sarafand, on els successos no van passar a majors, amb un saldo de 45 ferits de part de les forces libaneses.

### Invasió israeliana del Líban  de 2024
Durant el conflicte entre Israel i Hesbol·là iniciat en 2023, les primeres incursions terrestres israelianes van començar el 30 de setembre de 2024 cap a les 20:00. El mateix dia, Israel va declarar tres localitats la seva frontera nord, Misgav Am i Kefar Guiladi eren ara "zona militar tancada" Les Forces Armades del Líban pràcticament no juguen cap paper en el conflicte perquè estan en gran part finançat pels Estats Units, poc equipat, i perquè la seva cohesió requereix el respecte dels delicats equilibris polítics i confessionals. i l'1 d'octubre, al començament de la invasió es van retirar de la Línia Blava.

## Comandants
- Fuad Chehab Major General	01/08/1945	22/9/1958
- Toufic Salem Major General	09/10/1958	31/01/1959
- Adel Shehab Major General	01/02/1959	30/06/1965
- Emile Boustany General	01/07/1965	06/01/1970
- Jean Njeim General	 07/01/1970	24/07/1971
- Iskandar Ghanem General	25/07/1971	09/09/1975
- Hanna Saïd General	 10/09/1975	27/03/1977
- Victor Khoury General	28/03/1977	07/12/1982
- Ibrahim Tannous General	08/12/1982	22/06/1984
- Michel Aoun General	23/06/1984	27/11/1989
- Emile Lahoud General	28/11/1989	23/11/1998
- Michel Sleiman General	21/12/1998	24/05/2008
- Jean Kahwaji General	29/08/2008	actual

## Exèrcit
Avui al voltant de 60.000 soldats actius, serveixen en l'exèrcit (9.000 en la reserva), sent reglamentaris el fusell FN FAL i el INSAS; el seu equipament actual comprèn el següent arsenal:
| T-54/T-55/Tiran-55                                                        | 233                     |
| M48A5                                                                     | 93                      |
| Leopard 1A5 (en procés de lliuraments)                                    | 43                      |
| M60A1, M60A3 IFCS/TTS()                                                   | 66                      |
| T-72M1 (en procés de lliurament, provinents de l'estoc militar de Rússia) | 31, més 25 addicionals. |

| M113A1/A1-B/A2/Nagman | + 1100 |
| VAB                   | ~80    |

| Panhard AML-90 | ~45 |
| AIFV-B-C25     | 16  |

| 155 mm Obús M198              | 107         |
| 155 mm M114A1 howitzer        | 20          |
| Obús de 155 mm Model 50       | 12          |
| 152 mm 2A36 gun               | ?           |
| 130 mm M-46                   | 20 (36 TBD) |
| 122 mm D-30 howitzer          | 24          |
| 122 mm M-1938 (M-30) howitzer | 36          |
| 105 mm Obús M101A1            | 15          |
| 105 mm Obús M102              | 10          |

| BGM-71A TOW |
| MILAN       |
| Malyutka    |

## Força Aèria
En el present el Força Aèria és incapaç de complir el rol d'una força aèria de defensar l'espai aeri del Líban si aquest país és envaït per l'aire. Tanmateix, la Força Aèria compleix moltes altres funcions importants que són requerides per l'Estat. El Cos Aeri és la més petita de les tres branques de les Forces de Defensa i compta amb un personal de nou-cents trenta-nou (939) efectius. En el seu inventari d'aeronaus es troba el següent material:
| Aeronau                   | Origen       | Tipus                                    | Totals | Estat                                                               | Notes |
| ------------------------- | ------------ | ---------------------------------------- | ------ | ------------------------------------------------------------------- | --- |
| MiG-29UB                  | Rússia       | Combat/vigilància aèria                  | 20     | 12 aparells estan actius. 8 aparells estan en procés de lliurament. | Estan equipats amb el sistema de míssils d'atac R-77 contra objectius aeris i terrestres. |
| AC-208B Combat Caravan    | Estats Units | Suport aeri proper/vigilància fronterera | 1      | Actiu                                                               | Estan equipats amb el sistema de càmeres MX-15D i els míssils d'atac AGM-114 Hellfire contra objectius terrestres.                                                                                        |
| Hawker Hunter             | Regne Unit   | Atac a terra                             | 4      | Actius                                                              | - Tres unitats d'un sol seient i una unitat de seient doble. - Els 4 restants es troben inactius i 4 més es troben en una exhibició en la base aèria de Rayak, en el Museu de l'Aviació militar libanesa. |
| Scottish Aviation Bulldog | Regne Unit   | Entrenament                              | 3      | Actius                                                              | Van ser restaurats en 2010. |

| Aeronau                              | Origen          | Total                                                                         | Quantitats | Notes    | Estat |
| ------------------------------------ | --------------- | ----------------------------------------------------------------------------- | ---------- | -------- | --- |
| AB-205/UH-1H                         | Estats Units    | Utilitari, Bombarder i Helicòpter d'atac.                                     | 23         | Actius   | Alguns amb modificacions d'origen local per fer servir bombes de 250 kg i 400 kg, o pods per a míssils Matra del calibre 68mm.                                                                 |
| Aérospatiale SA-342L Gazelle         | França          | Patrulla naval. Reconeixement aeri del camp de batalla. Helicòpter anti-tanc. | 25         | 8 Actius | El govern del Líban ha signat un contracte per l'actualització i renovació de 13 Gazelles originals i alguns aparells provinents dels emirats, que han de ser lliurats per l'empresa Eurotech. |
| AgustaWestland AW139 Executive(VIP)  | Itàlia          | Transport de personalitats VIP.                                               | 1          | Actiu    | Helicòpter de transport presidencial. |
| IAR 330SM / Aérospatiale SA-330 Puma | Romania/ França | Helicòpter utilitari i de transport.                                          | 10         | Actius   | 3 aparells model IAR-330SM, provinents dels emirats, han de ser lliurats. |
| Mil Mi-24                            | Rússia          | Helicòpter artillat                                                           | 6          | TBD      | Reemplaça els antics MiG-29, han de ser lliurats abans del cap d'any, o abans que acabi l'entrenament dels pilots libanesos en la Federació Russa.                                             |
| Robinson R44                         | Estats Units    | Entrenament Helicòpter utilitari lleuger.                                     | 4          | Actius   | |
| Sikorsky S-61N MkII                  | Estats Units    | Aeronau de bombers. Recerca i rescat.                                         | 3          | Actius   | En ús del Ministeri de l'Interior i de Municipalitats del Líban. |

| Aeronau      | Origen       | Total | Estat  | Notes |
| ------------ | ------------ | ----- | ------ | ----- |
| RQ-11B Raven | Estats Units | 12    | Actius |       |

| Aeronau                             | Totals | Notes |
| ----------------------------------- | ------ | --- |
| Aérospatiale SA-319 Alouette II     | 3      | Retirats del servei actiu. Actualment són usats com fumigadores de cultius.                                          |
| Augusta-Bell AB 212                 | 5      | Tot esperant reparació per a la seva posada a servei operacional novament.                                           |
| Dassault Mirage III I/D             | 12     | Venuts a Pakistan l'any 2000                                                                                         |
| Dassault Falcon 20                  | 1      | |
| de Havilland Dove                   | 1      | |
| de Havilland Vampire                | 16     | |
| Fouga Magister CM-170               | 10     | Quatre unitats seran actualitzades i seran posades en el servei actiu com a part per a l'entrenament de nous pilots. |
| de Havilland Chipmunk               | 6      | |
| Macchi M.B.308                      | 1      | |
| North American T-6 Texan            | 16     | |
| Percival Prentice                   | 3      | |
| Percival Proctor                    | 3      | |
| Rockwell Shrike Torbo Commander 690 | 1      | Fou destruït en el conflicte de 1982.                                                                                |
| Savoia Marchetti SM.79              | 4      | Un ha estat donat al Museu Italià Museu dell'Aeronautica Gianni Caproni                                              |
| Sud Aviation SA-319 Alouette III    | 14     | |

### Missió
Els rols primaris del Cos Aeri estan definits pel seu comandant i són els que a continuació es relaten: oferir suport a: l'Exèrcit, l'Armada i el Poder Administratiu. Existeixen també dos rols secundaris, que són: ajudar a la comunitat civil en cas de desastre natural, ajudar els diferents estaments governamentals.

## Marina
L'Armada del Líban, és el component naval de les forces armades libaneses.

## Policia
La Policia exerceix una missió similar a la d'una guàrdia civil. Pel seu armament i ensinistrament, la policia libanesa duu a terme una labor eficaç.

## Contingents estrangers
Malgrat tenir una política de no bel·ligerància, s'ha autoritzat per part del consell de seguretat de les Nacions Unides l'entrada i la permanència de contingents d'exèrcits de l'aliança atlàntica (OTAN) i d'altres nacions del consell de seguretat de l'ONU, una mesura deguda a l'expressa i manifesta "inoperància de les seves forces armades per mantenir l'estabilitat i la pau" en el país del Líban, on donada la seva extrema divisió cultural i el seu inoperant exèrcit, ara en procés de reorganització. Aquests contingents van ser durament criticats en la Segona Guerra del Líban del 2006, a causa de brindar-li protecció únicament a funcionaris del govern i les seves famílies, així com diplomàtics, quan s'estipulava en l'acord, la protecció de tota la població indiscriminadament, a menys d'estar involucrada amb algun dels dos o més bàndols bel·ligerants. Manté també una reduïda tropa de Legionaris de la Lliga Àrab. Les nacions acantonades en el territori libanès actualment són les següents:
- Alemanya
- Brasil
- Bulgària
- República Popular Xina
- Txèquia
- Croàcia
- Eslovàquia
- Eslovènia
- Espanya
- Estats Units
- França
- Grècia
- Hongria
- Irlanda
- Itàlia
- Jordània
- Països Baixos
- Polònia
- República de la Xina
- Romania
- Rússia
- Regne Unit
- Sèrbia
- Lliga Àrab